# Jasper Nicolls

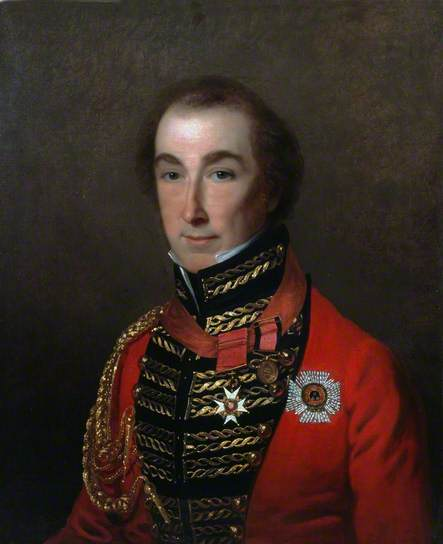
Sir Jasper Nicolls

Sir Jasper Nicolls, KCB (* 15. Juli 1778 in East Farleigh, Kent; † 3. Mai 1849 bei Reading, Berkshire) war ein britischer General und Oberbefehlshaber in Indien.

## Leben
Sein Vater war Colonel beim 1st (Royal Scots) Regiment of Foot und Bürgermeister von Dublin. Seine Mutter war die Tochter des William Dan, Gutsherr von Gillingham in Kent.  
Er wurde an einer Privatschule in Ballygall im County Dublin und am Trinity College der Universität Dublin ausgebildet. Im Alter von vierzehn Jahren erwarb er im Mai 1793 ein Offizierspatent als Ensign des 45th Regiment of Foot in die British Army ein, besuchte aber noch bis September 1794 das Trinity College. Im November 1794 stieg er in den Rang eines Lieutenant auf. Er war fünf oder sechs Jahre auf den Westindischen Inseln stationiert und wurde im September 1799 zum Captain befördert.
1802 ging er als Militärsekretär und Aide-de-camp seines Onkels, Major-General Oliver Nicolls, des Oberbefehlshabers in der Präsidentschaft Bombay, nach Indien. Im Zweiten Marathenkrieg trat er 1803 in die Armee unter Major-General Sir Arthur Wellesley, dem späteren Duke of Wellington ein, diente in der Abteilung des Generalquartiermeisters, und kämpfte 1803 in der Schlacht bei Argaon und bei der Belagerung und Eroberung von Gawilghur. Nach Ende des Feldzugs kehrte er nach Großbritannien zurück und wurde im Juli 1804 zum Major des 45th Regiment of Foot befördert.
1805 nahm er mit seinem Regiment im Rahmen des Zweiten Napoleonischen Krieges an Lord Cathcarts Expedition nach Hannover teil. 1806 beteiligte er sich mit seinem Regiment an der Einnahme der niederländischen Kolonie am Kap der Guten Hoffnung. 1807 nahm er an der Invasion am Río de la Plata unter Lieutenant-General John Whitelocke teil, die im Juli 1807 in Buenos Aires kläglich scheiterte, gleichwohl Nicolls dort durch besondere Tapferkeit auffiel. Bei seiner Rückkehr nach Cork wurde er im Oktober 1807 zum Lieutenant-Colonel befördert und wurde Kommandeur des 2nd Battalion des 14th (Buckinghamshire) Regiment of Foot. 1808 wurde er mit seinem Bataillon als Verstärkung auf die Iberische Halbinsel entsandt und zeichnete sich im Januar 1809 in der Schlacht bei La Coruña aus und wurde mentioned in despatches. Ab Juli 1809 nahm er an der Walcheren-Expedition teil.
Im September 1809 kehrte er nach England zurück und heiratete dort Anne Badcock, die älteste Tochter des Thomas Stanhope Badcock, Gutsherr von Little Missenden Abbey in Buckinghamshire. Mit ihr hatte er einen Sohn und acht Töchter. 1811 wurde er Assistant Adjutant-General beim Generalstab der British Army (Horse Guards) und 1812 Deputy Adjutant-General in Irland.
Einige Monate später ging er nach Indien, um dort das Amt des Generalquartiermeisters aufzunehmen. Er kämpfte von 1814 bis 1816 Gurkha-Krieg, wurde im Juni 1814 zum Colonel befördert und eroberte 1815 Almora. Im Dritten Marathenkrieg von 1817 bis 1818 befehligte er eine Brigade. Am 9. Juli 1821 wurde er zum Major-General befördert, gab das Amt des Generalquartiermeisters auf und kehrte nach England zurück.
Im April 1825 kehrte er nach Indien zurück, wurde er Kommandeur einer Division in der Präsidentschaft Madras. Bald nach seiner Ankunft wurde er ausgewählt, um eine Division der Armee zu befehligen, die unter Lord Combermere die starke Festung von Bharatpur belagerte und eroberte. Für seine dortigen Leistungen wurde er als Knight Commander des Order of the Bath geadelt. Bis 1829 war er in Madras stationiert, anschließend in Meerut. Am 10. Januar 1837 wurde er zum Lieutenant-General befördert. 1838 wurde er zum Oberbefehlshaber der Madras Army und 1839 zum Oberbefehlshaber in Indien ernannt. Im März 1843 legte er das Amt nieder und kehrte nach England zurück.
Von 1833 bis 1843 war er Colonel des 93rd (Sutherland Highlanders) Regiment of Foot und von 1843 bis zu seinem Tod, 1849, Colonel des 5th (Northumberland Fusiliers) Regiment of Foot.